# نیل بوگارت
نیل بوگارت (انگلیسی: Neil Bogart؛ ‏ ۳ فوریهٔ ۱۹۴۳ – ۸ مهٔ ۱۹۸۲) تهیه‌کننده اجرایی موسیقی و تهیه‌کننده موسیقی اهل ایالات متحده آمریکا بود. وی پایه‌گذار کازابلانکا رکوردز بود که بعدها تبدیل به «کازابلانکا رکوردز و فیلم‌ورکز» شد. وی با هنرمندانی چون کیس، دانا سامر، ویلیج پیپل، تی. رکس و جرج کلینتون همکاری داشت.
اندکی پیش از مرگ وی شرکت بوردواک رکوردز را بنیان نهاد و به موسیقی موج نو روی آورد. از آخرین هنرمندانی که با وی همکاری داشتند می‌توان به جون جت و هری چاپین اشاره کرد.